# Grube Lüderich

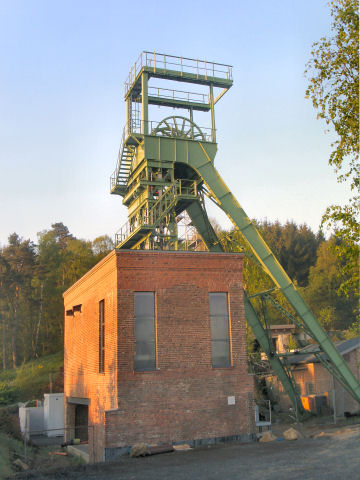
Förderturm der Hauptschachtanlage bei Overath-Steinenbrück

Die Grube Lüderich ist eine ehemalige Buntmetallerz-Grube des Bensberger Erzreviers in Overath im Ortsteil Steinenbrück. Das Grubenfeld Lüderich erstreckte sich über den gesamten Höhenzug Lüderich bis in die Gemeinde Rösrath hinein. Dort befand sich auch die größte Erzlagerstätte „Hangender Sommer“ in der Umgebung von Bleifeld. Der Hauptbetriebspunkt war in der Umgebung des Hauptschachts. Dort findet sich heute das Clubhaus des Golfplatzes Lüderich.

## Geschichte

### Der Bergbau zur Zeit der Römer
Zwischen der Ortschaft Bleifeld und dem Franziskaschacht fand man 1997 erstmals Fragmente von römischer Keramik. Es folgten Funde von Bleistücken und Schlacken. Montanarchäologen des Deutschen Bergbau-Museums Bochum erkundeten zwischen 2000 und 2005 durch Grabungen den wahrscheinlichen Umfang und die Ausdehnung des römischen Bergbaus, der hier im zweiten und dritten Jahrzehnt des ersten Jahrhunderts umgegangen ist, und sicherten die entsprechenden Beweisstücke. Bei den Grabungen kamen römische Keramikscherben verschiedener Art zum Vorschein. Daneben konnte man so genannte Brandreste, wie zum Beispiel Holzkohle, verziegelten Lehm, Bleistücke, vereinzelt Schlacke und Ofenwandungsstücke ausheben, die allesamt auf die Verhüttung der Blei- und Silbererze direkt vor Ort hinwiesen. Den Ausgrabungsergebnissen konnte man entnehmen, dass Römer bzw. römische Legionäre den Bergbau auf dem Lüderich betrieben haben.  In diesem Zusammenhang muss man wissen, dass in einer Tonne Bleiglanz etwa 300 bis 700 Gramm Silber enthalten waren. Die Römer prägten damit Silbermünzen und benutzten das Blei für ihre Dächer.

### Der Bergbau des Hochmittelalters
Westlich von dem Ausgrabungsgelände des römischen Bergbaus stößt man auf Halden aus dem 13. Jahrhundert. Höchstwahrscheinlich stehen diese im Zusammenhang mit dem Bergbau „um das Jahr 1250“, den der Erzbischof Konrad von Hochstaden betrieben haben soll, um auf diese Weise Mittel für den Bau des Kölner Doms zu gewinnen. Daraus lässt sich folgern, dass die Finanzierung des Doms mit dem gewonnenen Silber für Münzen unterstützt wurde, während man das Blei direkt für den Bau des Doms, nämlich für die Verbindung von Bauteilen verwendete. In sehr großen Mengen hat man das Blei ebenso für die Dachabdeckungen benötigt. Weitere Hinweise für den Bergbau durch Konrad von Hochstaden ergeben sich durch Fundstücke dieses Bergbaus. Immer wieder war man bei den Aufschlussarbeiten des 19. Jahrhunderts auf den AltenMann gestoßen. Anfang des 20. Jahrhunderts hatte man dabei in 60 m Tiefe Gezähe aus dem 13. Jahrhundert gefunden, das man im Bergischen Museum für Bergbau, Handwerk und Gewerbe in Bensberg sehen kann.

### Die frühe Neuzeit und der vorindustrielle Bergbau
Der früheste schriftliche Nachweis auf Bergbau im Bensberger Erzrevier geht auf eine Urkunde vom 23. August 1512 zurück. Es lässt sich aber nicht eindeutig klären, für welches Gebiet diese Urkunde Gültigkeit hatte. Eine spätere Urkunde vom 5. Juli 1518 erwähnt den Lüderich explizit als Ort des Bergbaus. Von dieser Zeit an wurde hier Bergbau mit ständigen Unterbrechungen bis zur Mitte des 16. Jahrhunderts betrieben. Nach einer längeren Pause erhielt der Hofrat Gumpertz am 8. Oktober 1738 eine Generalbelehnung „zur Ausbeute aller zwei Stunden im Umkreise von Bensberg herum“ sich vorfindenden Eisenstein-, Kupfer-, Blei- und Silberbergwerke. Der Lüderich war darin eingeschlossen.
Um 1830 war die „Chaussee von Bensberg nach Altenbrück“ im Bau. Als man zu diesem Zweck in einem Steinbruch in Altenbrück Schotter für den Ausbau gewinnen wollte, fand man in der Nähe des späteren alten Lüderichstollens Bleierze. Daraus entwickelte sich ein bescheidener Bergbau, über den nur spärliche Informationen vorliegen.  Für die Zeit von 1837 bis 1858 liegt das Zechenbuch der Zeche Lüderich mit insgesamt 276 Seiten vor. Es informiert recht ausführlich über die anfänglichen Bemühungen, einen zusammenhängenden Bergbau auf dem Lüderich zu organisieren. Es wird berichtet, dass bereits vor 1837 die Eigenlöhnerzeche „Hoffnung“ als Grubenfeld auf den Namen Lüderich belehnt worden war. Die Eigenlöhner verkauften die Zeche im Jahr 1846 an die „Gewerkschaft Antonius“. Von jetzt an suchte man an vielen Stellen auf dem Lüderich nach Aufschlüssen und baute zunächst auf Mutung. Folgende Grubenfelder werden erwähnt:
- Die Mutung Cerres findet später keine Erwähnung mehr.
- Die Mutung Rothenbach erhielt später den Namen Grube Franziska.
- Der Betrieb des Lüdericher Zuges wird mit einem Stollen, dem so genannten Lüderichstollen, angelegt.
- Auf der Grube Frühling trieb man einen Stollen vor und teufte einen Schacht ab, den so genannten Frühlingschacht.
- Zuletzt werden noch die Grubenfelder Bergmannsfreude, Sommer, Herbst und Winter erwähnt.

Seit dem Jahr 1846 wird erstmals von Zinkerzvorkommen berichtet, die man in großen Mengen vorgefunden hat. Das hat seinen Grund darin, dass man inzwischen die seit Anfang des 19. Jahrhunderts erfundene Verhüttung von Zinkerz so weit entwickelt hatte, dass man sie industriell nutzen konnte. In der Folgezeit brach im Erzrevier Bensberg ein wahrer Zinkrausch aus. Das führte zu einer schnellen Feststellung der Bauwürdigkeit der Erzvorkommen mit anschließender Belehnung. Mit Ausnahme der Mutung Franziska verloren alle Mutungen ihren Status mit dem  9. Juni 1848.  Von jetzt an wurden mit Lüderich, Frühling, Bergmannsfreude und Sommer immer vier Gruben genannt.

### Der industrielle Bergbau

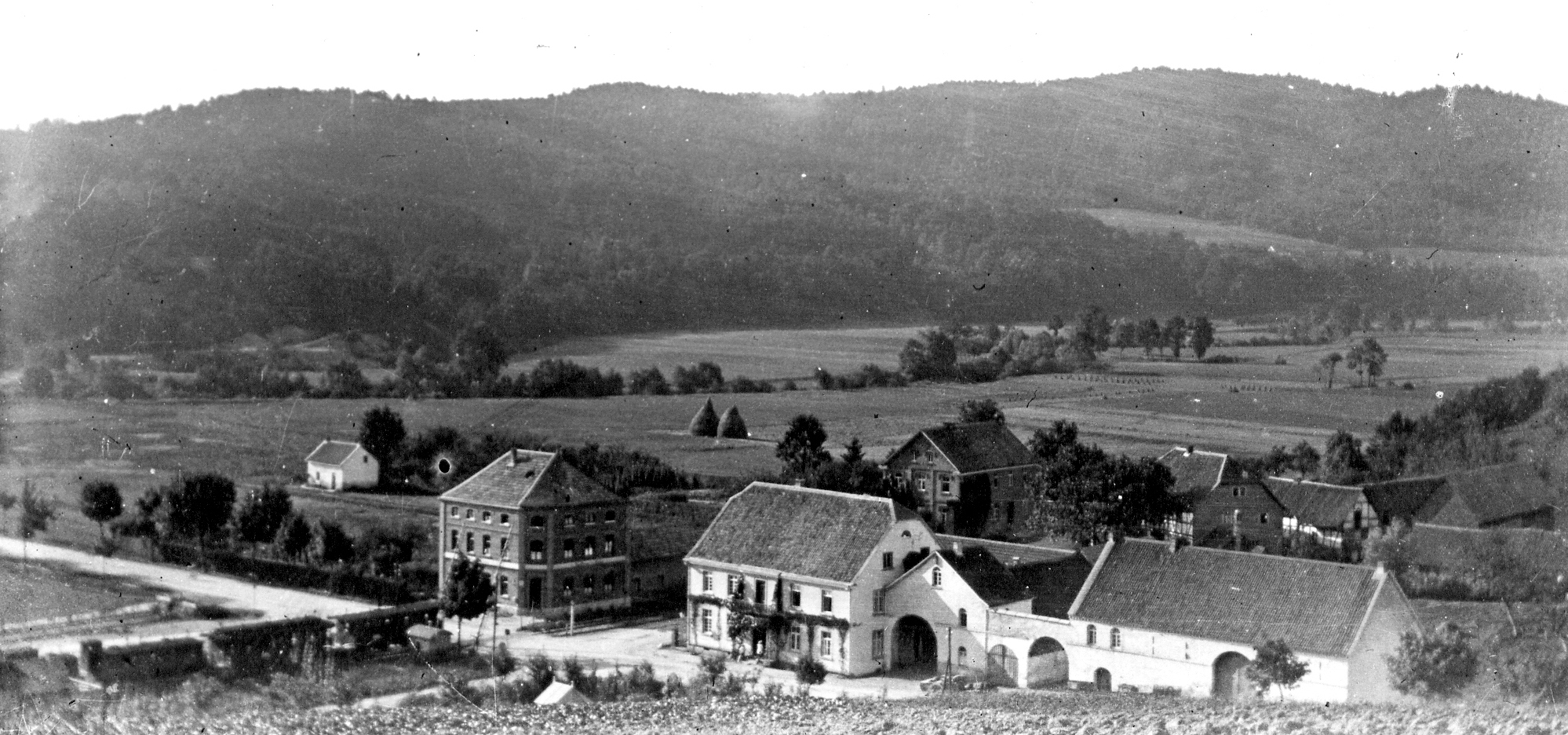
Blick von Untereschbach auf den von Bergbauspuren unberührten Lüderich 1892

Am 20. August 1852 wurde die Gesellschaft Charles Rochaz et Cie als bisheriger Eigentümer mit allen Gruben und Einrichtungen im Erzrevier Bensberg in die neu gegründete Gesellschaft „Rhein-Preußische Zink-, Gruben- und Hütten-Gesellschaft St. Paul de Sincay & Companie“ eingebracht, die am 26. Mai 1853 mit ihrer Muttergesellschaft, der 1837 von dem belgischen Bankier und Industriellen François-Dominique Mosselman gegründeten Société Anonyme des Mines et Fonderies de Zinc de la Vieille-Montagne mit Sitz in Angleur bei Lüttich in Belgien vereinigt wurde. Es war üblich, das Unternehmen auch Gesellschaft des Altenbergs oder kurz Gesellschaft Altenberg zu nennen, wie man dem Zechenbuch entnehmen kann. 
Zunächst fasste man die bisherigen Gruben zusammen und teilte sie in zwei Geviertfelder Maximilian und St. Paul auf. Damit kam man von den bisherigen „gestreckten Feldern“ weg und deckte zugleich großflächig und überschaubar den Lüderich mit allen Pingenzügen ab. Der Name St. Paul war eine Reminiszenz an den Gründer der Vieille Montagne Louis St. Paul de Sincay. Bisher ist nicht bekannt, wer mit dem Namen Maximilian gemeint war.
Das Grubenfeld St. Paul wurde am 25. November 1854 auf Blende, Blei- und Kupfererze verliehen. Die Verleihung auf Blende, Blei- und Kupfererze für das Grubenfeld Maximilian folgte am 29. November 1854. Bereits im darauf folgenden Jahr kam es am 27. Juli 1855 zur Konsolidation beider Felder unter dem gemeinsamen Namen Lüderich. Am 20. September 1861 wurden elf weitere Grubenfelder in der näheren Umgebung unter dem gemeinsamen Namen Lüderich konsolidiert. Gleichzeitig wurde die Berechtigung zur Mitgewinnung der Kupfer-, Mangan- und Eisenerze sowie Schwefelkies auf das gesamte konsolidierte Feld ausgedehnt, was aber wirtschaftlich bedeutungslos blieb. Es handelte sich um die Grubenfelder:
1. Lüderich I verliehen am 2. Juli 1858 auf Blei-, Zink-, Kupfer- und Manganerze,
2. Lüderich II verliehen am 12. November 1859 auf Blei-, Zink-, Kupfer- und Eisenerze, sowie Schwefelkies,
3. Lüderich III verliehen am 1. Juni 1858 auf Zink-, Blei- und Eisenerze,
4. Lüderich IV verliehen am 31. März 1859 auf Zink-, Blei- und Eisenerze,
5. Lüderich V verliehen am 14. November 1860 auf Blei-, Kupfer-, Zinkerze und Schwefelkies,
6. Lüderich VI verliehen am 18. Oktober 1860 auf Blei-, Kupfer-, Zink- und Eisenerze, sowie Schwefelkies,
7. Lüderich VII verliehen am 14. November 1860 auf Blei-, Kupfer-, Zink- und Eisenerze, sowie Schwefelkies,
8. Ludgerus verliehen am 23. August 1858 auf Blei- und Zinkerze,
9. Immekeppel verliehen am 25. August 1858 auf Blei-, Kupfer-, Zink-, Mangan- und Eisenerz,
10. Löffelsende verliehen am 17. März 1861 auf Blei-, Kupfer-, Zink- und Eisenerze,
11. Sülz verliehen am 19. März 1861 auf Blei-, Kupfer-, Zink- und Eisenerze.

Die rings um das bisherige Grubenfeld liegenden Felder galten als höffig, das heißt, dass man darauf hoffte, zu irgendeinem späteren Zeitpunkt fündig zu werden. Man hatte hier zwar vor der Verleihung Aufschlüsse vorgefunden; diese waren aber nicht bedeutend genug, um die Suche weiter fortzusetzen. Sichern wollte man sich die Rechte gleichwohl, um bei einer anderen Gelegenheit den Bergbau fortzusetzen. Nur vereinzelt ist es allerdings noch zu Versuchsarbeiten gekommen.

## Betrieb und Anlagen

### Der Tiefbau
Mit dem Übergang des Grubeneigentums an die Gesellschaft Altenberg  erlebte der Bergbau auf dem Lüderich einen spürbaren Aufschwung. Zur zentralen Einrichtung wurde der Auguststollen, auch tiefer Auguststollen genannt. Er hatte Verbindung mit den Lagerstätten Frühling und Bergmannsfreude. Im Jahr 1849 hatte man bereits eine Schienenbahn in den Auguststollen gelegt. Anschließend wurde sie durch das Katzbachtal bis zur Landstraße und zur Aufbereitung in Steinenbrück weitergebaut. Das starke Gefälle erlaubte es, 15 bis 20 gefüllte Grubenwagen als Zug zusammenzustellen; davor spannte man einen besonderen Bremswagen. Jetzt rollte der Zug ohne Anstrengung von allein bis zur Aufbereitung. Die leeren Wagen wurden zurück von Pferden gezogen. 
Oberhalb von Altenbrück teufte man 1870 den Nordschacht ab, mit dem man die erste Tiefbausohle unter dem Lüderichstollen auffuhr. Dabei handelte es sich zum ersten Mal um einen Maschinenschacht der Grube Lüderich, über den auch Wasser aus dem Grubengebäude herausgepumpt werden musste. Als man später den Hauptschacht abteufte, wurde der Nordschacht aufgegeben. 
Im Jahr 1876 teufte man den Zentralschacht auf der Halde des Frühlingstollens ab. Aus dieser Bezeichnung erkennt man, dass von hier aus künftig die komplette Förderung der Grube Lüderich für lange Zeit erfolgen konnte. Der Transport des Förderguts ging von hier über den Auguststollen zur Aufbereitung nach Steinenbrück. Zur Ausrichtung und zum Abbau der Sommer-Lagerstätte teufte man im Jahr 1883 den Südschacht südwestlich von Bleifeld ab, der bis 1920 in Betrieb blieb. 1892 wurde der Franziskaschacht bis in eine Tiefe von 237,4 m abgeteuft und über eine Strecke  mit dem Zentralschacht in  Verbindung gebracht. 
Gegen Ende des 19. Jahrhunderts plante man eine grundlegende Änderung der Betriebsabläufe und Neuorganisation. Weil man die Aufbereitungsanlage an den Nordhang verlegen wollte, musste man in ihrer Nähe den künftigen Hauptschacht platzieren, von wo aus künftig die gesamte Förderung erfolgen sollte. Die Arbeiten begannen 1896. Ende 1897 konnten die neuen Betriebspunkte in Gebrauch genommen werden. Der Franziskaschacht und der Südschacht blieben als Versorgungsschächte in Betrieb. Den Zentralschacht stattete man 1906 mit einem angegliederten Zechenhaus mit Büroräumen und Waschkaue aus. Da die Aufbereitung in Steinenbrück außer Betrieb war, kam der Zentralschacht nur noch als Seilfahrtschacht in Betracht, wo die Schicht der Bergleute begann.

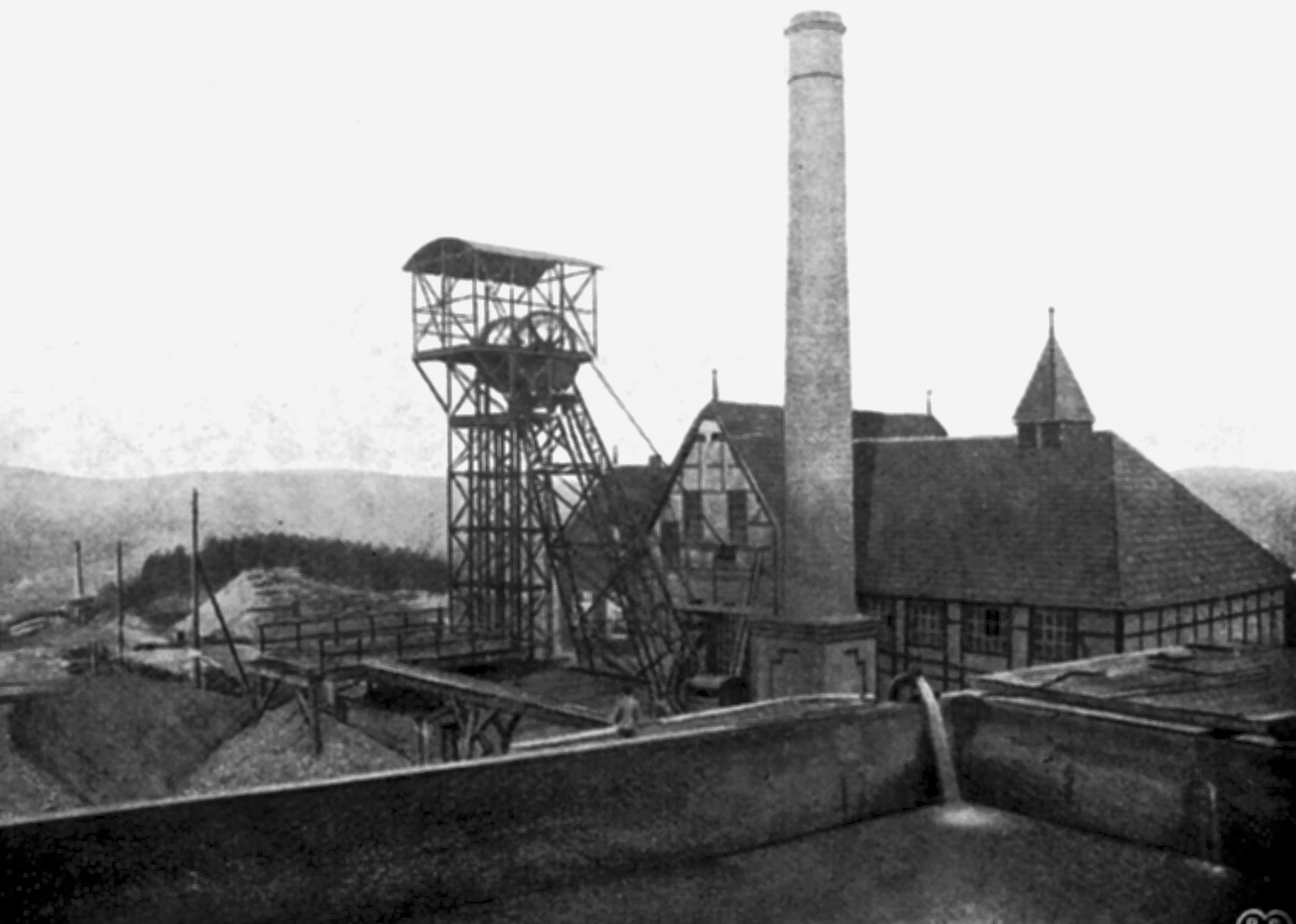
Hauptschacht der Grube Lüderich mit Maschinenhaus 1902, das Wasser wird für die Aufbereitung in einen Hochbehälter gepumpt
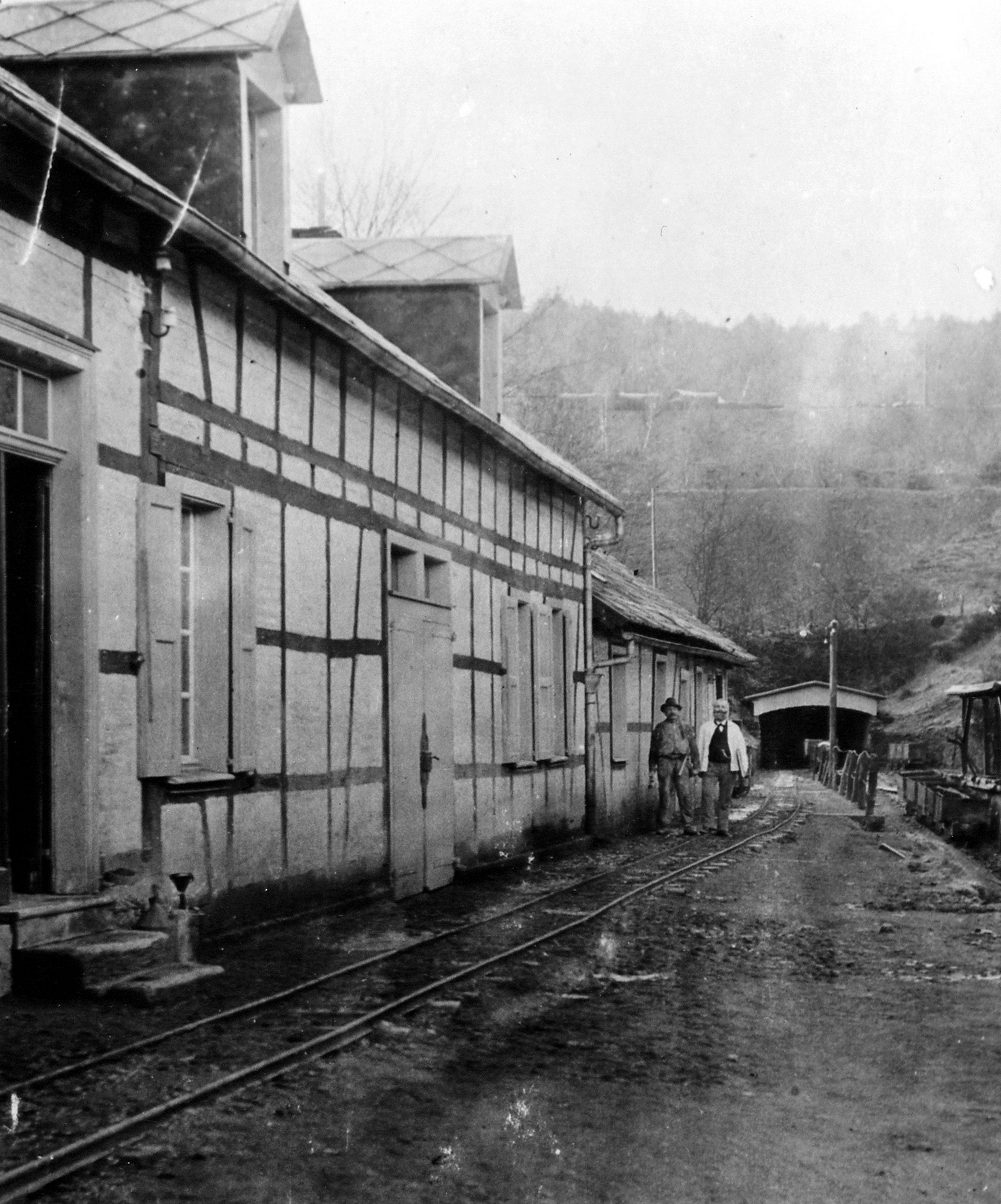
Der Auguststollen 1903
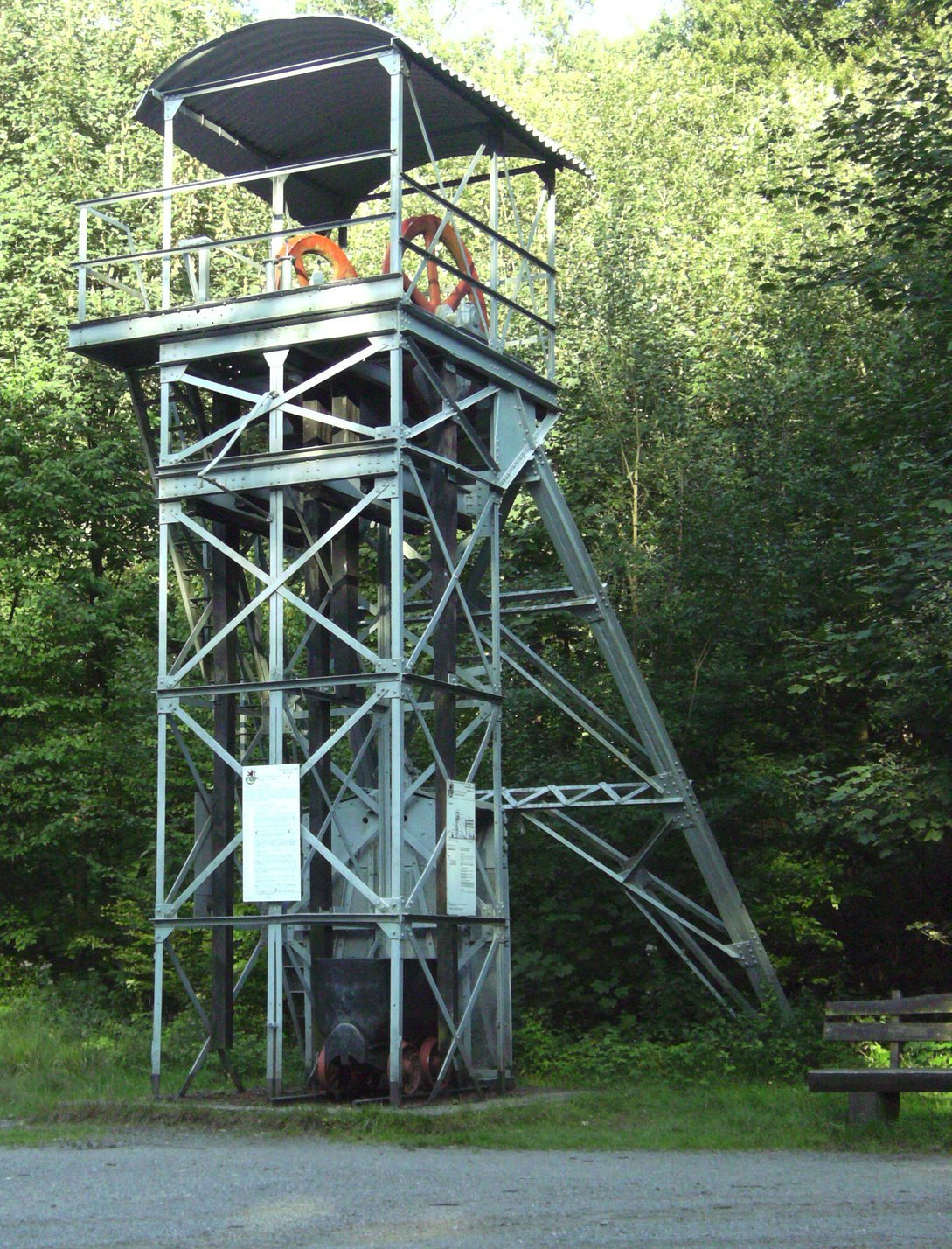
Der Franziska-Schacht diente seit 1954 bis 1978 lediglich noch als Wetterschacht

### Aufbereitungsanlagen

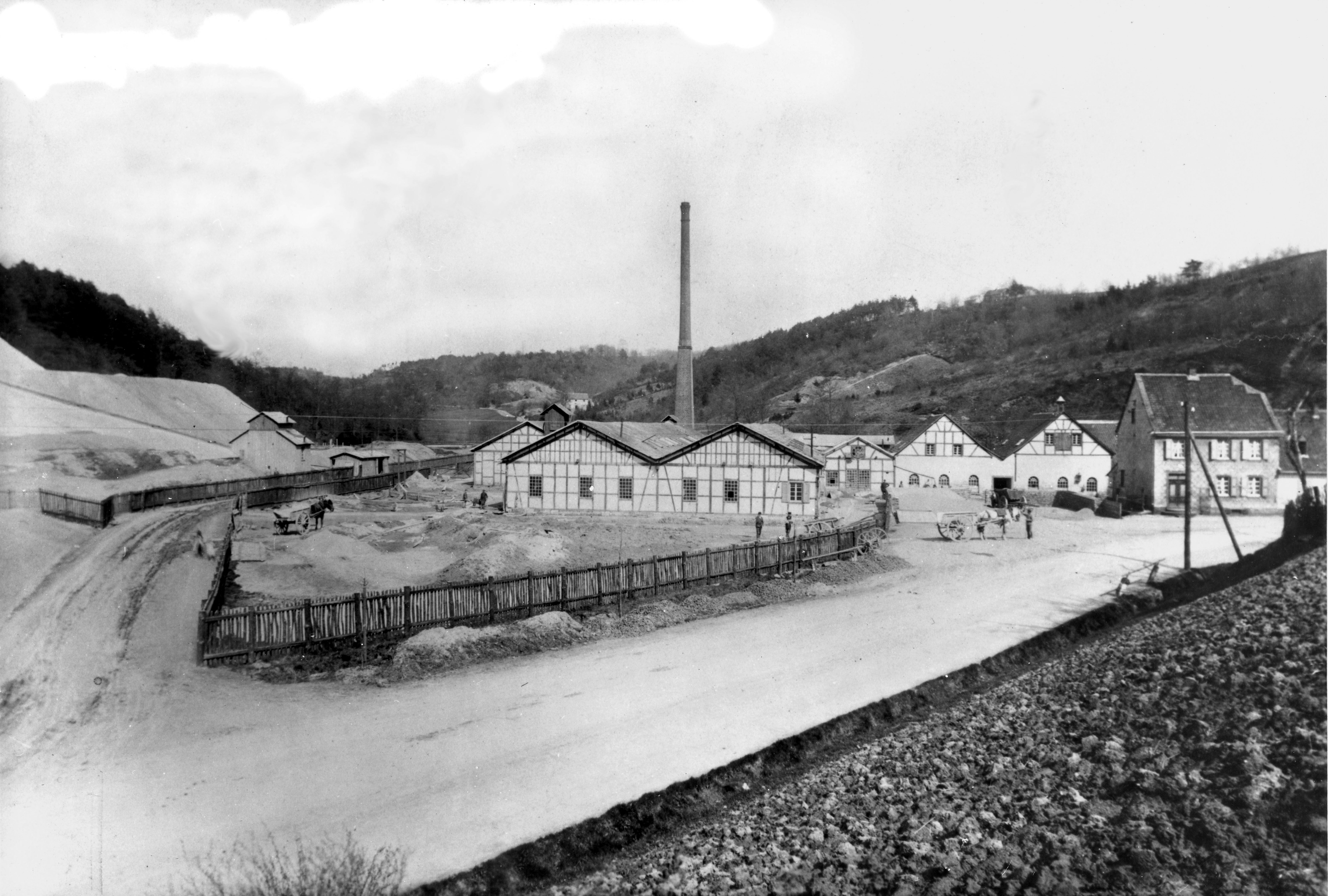
Die Aufbereitungsanlage Steinenbrück um 1890

Bis Ende des 19. Jahrhunderts war die Aufbereitungsanlage in Steinenbrück noch in Betrieb. 1896 begann man, eine neue Aufbereitung am nördlichen Westhang des Lüderichs zu bauen. Das war besonders deshalb vorteilhaft, weil seit 1892 die Bahnstrecke Köln-Mülheim–Lindlar bis Immekeppel weitergebaut und in Untereschbach ein Bahnhof eingerichtet worden war. Außerdem konnte man die steile Hanglage – ausgehend von der Einbringung des Förderguts in der obersten Ebene – ausnutzen, um  das Material von einem Arbeitsgang zum anderen immer weiter zur nächstniedrigeren Ebene bis zur abschließenden Gewinnung und Verladung des Erzkonzentrats weiterzuleiten. Zudem wurden überall die neuesten Maschinen eingesetzt. Der Start erfolgte Ende 1897. In den 1920er Jahren baute man die alte Aufbereitung zu einer Flotation um. Dadurch ließ sich der Ertrag deutlich maximieren.

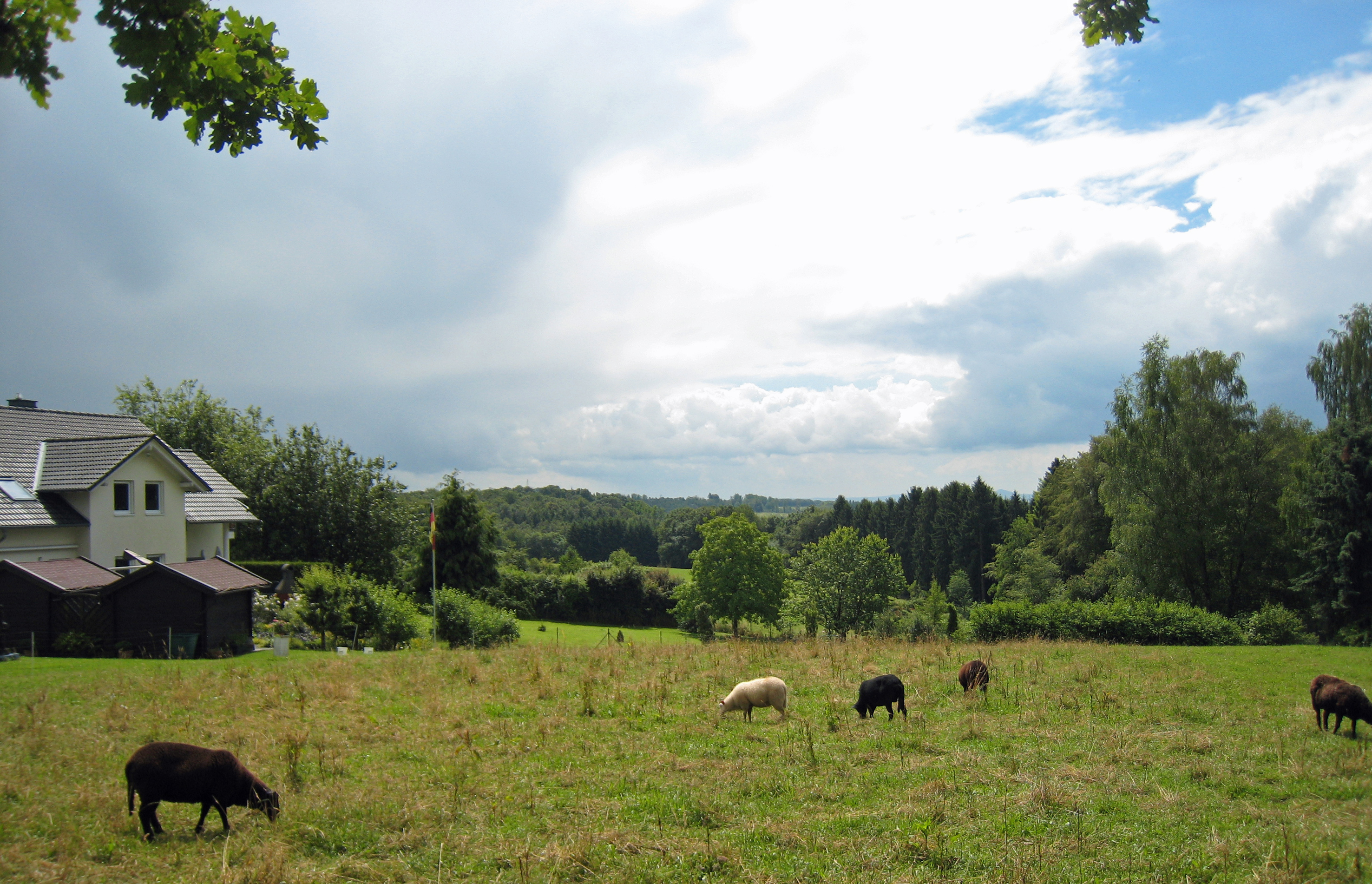
Blick vom nordwestlichen Ende der Straße Zum Frühlingschacht in Bleifeld auf die Lagerstätte Hangender Sommer

### Die letzte Schicht
Anfang der 1970er Jahre gingen die Vorräte auf dem Lüderich in der Hauptlagerstätte Hangender Sommer allmählich zur Neige. Die Weltmarktpreise für Zink erzielten zu dieser Zeit Rekordergebnisse. Auf der Grube Julien am ehemaligen Bahnhof in Bensberg lagerten noch 1,4  Millionen Tonnen abbauwürdiger Zink- und Bleierze, wie man durch Probebohrungen wusste. Man rechnete sich aus, dass man die Aufbereitungsanlage der Grube Lüderich noch für sechs bis acht Jahre wirtschaftlich ausnutzen konnte, wenn man für die weitere Produktion circa 1/3 Material aus dem Hangenden Sommer und 2/3 Material aus der Grube Julien am Bahnhof Bensberg durchzusetzen hätte. 
Am 15. Mai 1975 stellte man beim Bergamt Siegen einen Antrag auf Zustimmung zur Erteilung einer Abbau- und Betriebserlaubnis. Nach langen Verhandlungen mit dem Bergamt Siegen und der Stadt Bergisch Gladbach kam es am 25. November 1975 zum ersten Spatenstich für den Schacht Olefant mit gleichzeitiger Information der Öffentlichkeit. Das erzeugte Unruhe in der Bevölkerung. Eine Bürgerinitiative gründete sich, die sich die Aufgabe gestellt hatte, den künftigen Bergbau zu verhindern. Der psychologische Druck wurde immer größer, so dass sich die Stadt Bergisch Gladbach auf die Seite der Bürger stellte. Am 22. März 1977 erging ein Aufhebungsbescheid der früheren Genehmigung durch die Stadt. Damit mussten die weiteren Arbeiten am Schacht Olefant aufgegeben werden. Vom Bergwerksbetreiber eingeleitete Klagen verliefen langwierig und konnten das Ende der Grube Lüderich nicht aufhalten. Am 27. Oktober 1978 wurde auf dem Lüderich die letzte Schicht gefahren. Zum 31. Oktober 1978 erfolgte die Schließung des gesamten Grubenbetriebs einschließlich Aufbereitungsanlage.

## Bergbauwanderweg
Der Bergbauweg, ein 12 km langer ausgeschilderter Rundwanderweg vom Bahnhof Hoffnungsthal, verbindet auf zehn Stationen die Erinnerungen an den Bergbau am Lüderich.